# Парк культури і відпочинку (Велика Бакта)
Парк культури і відпочинку — парк-пам'ятка садово-паркового мистецтва місцевого значення. Об'єкт розташований на території Берегівського району Закарпатської області, с. Велика Бакта.
Площа — 6 га, статус отриманий у 1969 році.
Охороняється парк, закладений у XVIII столітті, де зростають цінні екзотичні дерева.
У парку живе велика популяція сови вухатої.